# Zemianske Sady
Zemianske Sady (in ungherese Nemeskürt) è un comune della Slovacchia facente parte del distretto di Galanta, nella regione di Trnava.